# مسجد جامع فروشان
مسجد جامع فروشان مربوط به دوره قاجار است و در خمینی شهر، محله فروشان، خیابان شهید منتظری، کوچه دوشنبه بازار واقع شده و این اثر در تاریخ ۲۴ اسفند ۱۳۸۳ با شمارهٔ ثبت ۱۱۵۸۰ به‌عنوان یکی از آثار ملی ایران به ثبت رسیده است.